# Cyamodus
Il ciamodo (gen. Cyamodus) è un rettile estinto, appartenente ai placodonti. Visse tra il Triassico medio e il Triassico superiore (Anisico/Ladinico - Carnico, circa 242 - 230 milioni di anni fa). I suoi resti sono stati ritrovati in Europa (Germania, Svizzera e Italia) e in Asia (Cina).

## Descrizione
L'aspetto di questo animale doveva ricordare quello di una tartaruga con la coda lunga. Gli esemplari adulti potevano raggiungere una lunghezza di circa 1,30 metri. Il corpo era ricoperto da uno scudo piatto simile alla corazza delle tartarughe, costituito da piastre esagonali e piuttosto largo. Sulla parte anteriore della coda era presente un altro scudo, più piccolo, ed entrambe le strutture erano bordate da piccole piastre (osteodermi) che davano all'animale un aspetto frastagliato. Il cranio era largo e a forma di cuore, ed erano presenti solo quattro grandi denti emisferici sulla volta del palato, mentre i denti anteriori erano piccoli e bulbosi.

## Classificazione
I primi resti di questo animale furono ritrovati in Germania e descritti da Hermann von Meyer nel 1863. Numerosi esemplari sono stati rinvenuti nelle rocce triassiche di Besano (Italia) e del Monte San Giorgio (Svizzera). Il ciamodo era un tipico rappresentante dei placodonti, un gruppo di rettili marini che svilupparono via via un aspetto sempre più simile a quello delle tartarughe. In particolare, Cyamodus dà il nome alla superfamiglia Cyamodontoidea, che raggruppa le forme più evolute. Ad oggi, di Cyamodus si conoscono varie specie, tra le quali le europee C. rostratus, C. muensteri, C. tarnowitzensis, C. hildegardis e C. kuhnschnyderi, e l'asiatica C. orientalis dell'inizio del Triassico superiore e caratterizzata dall'assenza del piccolo scudo pelvico.

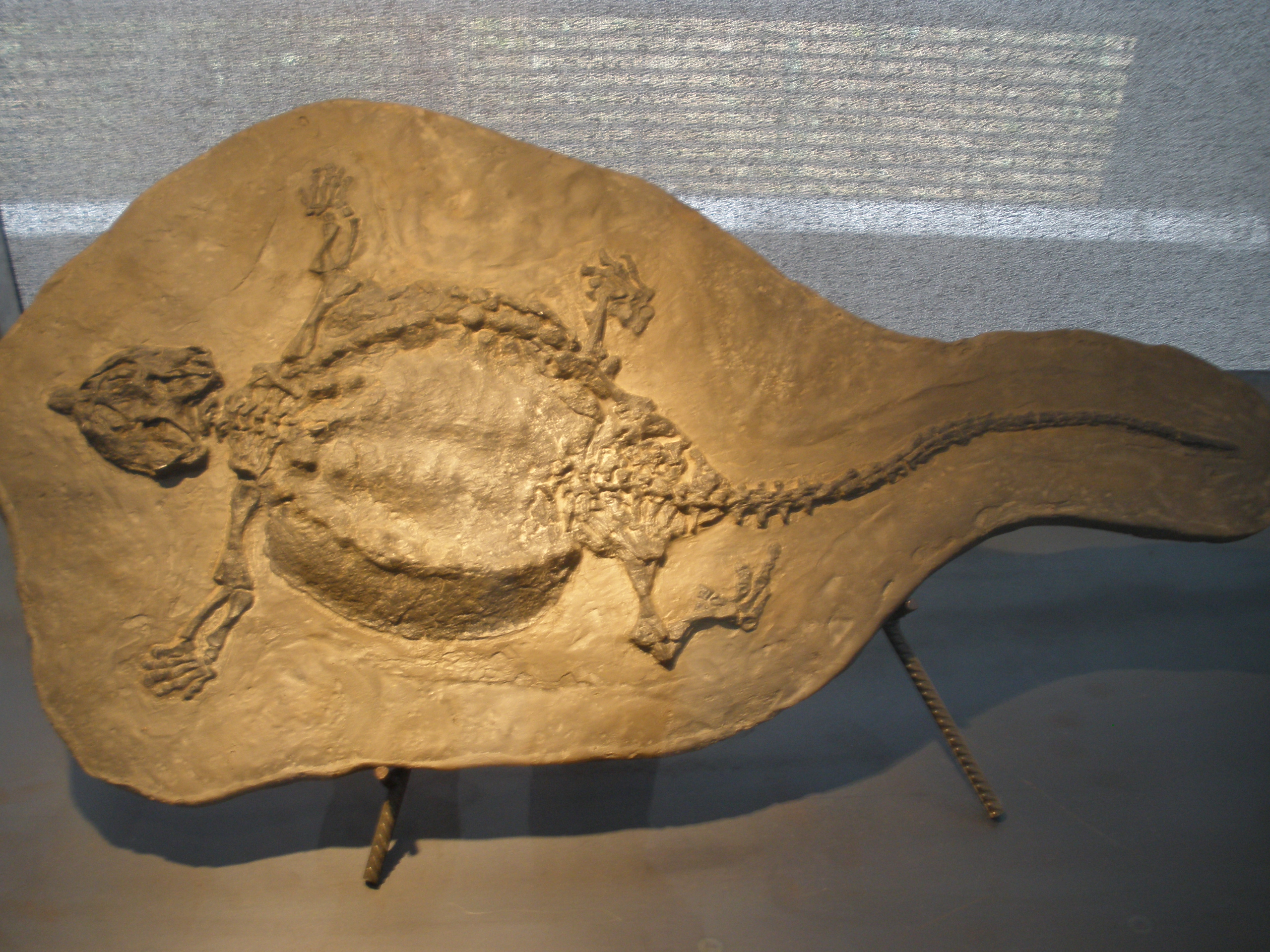
Scheletro di Cyamodus orientalis

## Stile di vita
Il ciamodo era un animale acquatico, che viveva lungo le coste in acque poco profonde. Con i denti anteriori strappava dal fondale animali come molluschi e brachiopodi. Alcuni paleontologi suppongono che Cyamodus, a causa degli arti robusti e del corpo molto piatto, vivesse in acque più mosse e in ambienti più rocciosi rispetto ad altri placodonti (Mazin e Pinna, 1993). 

## Significato del nome
Il nome Cyamodus deriva dalle parole greche kyamos (fava) e odous (dente): gli spaccapietre della Baviera dove furono ritrovati i primi fossili nell' '800, infatti, chiamavano "fave" i denti isolati di questi animali.

## Galleria d'immagini

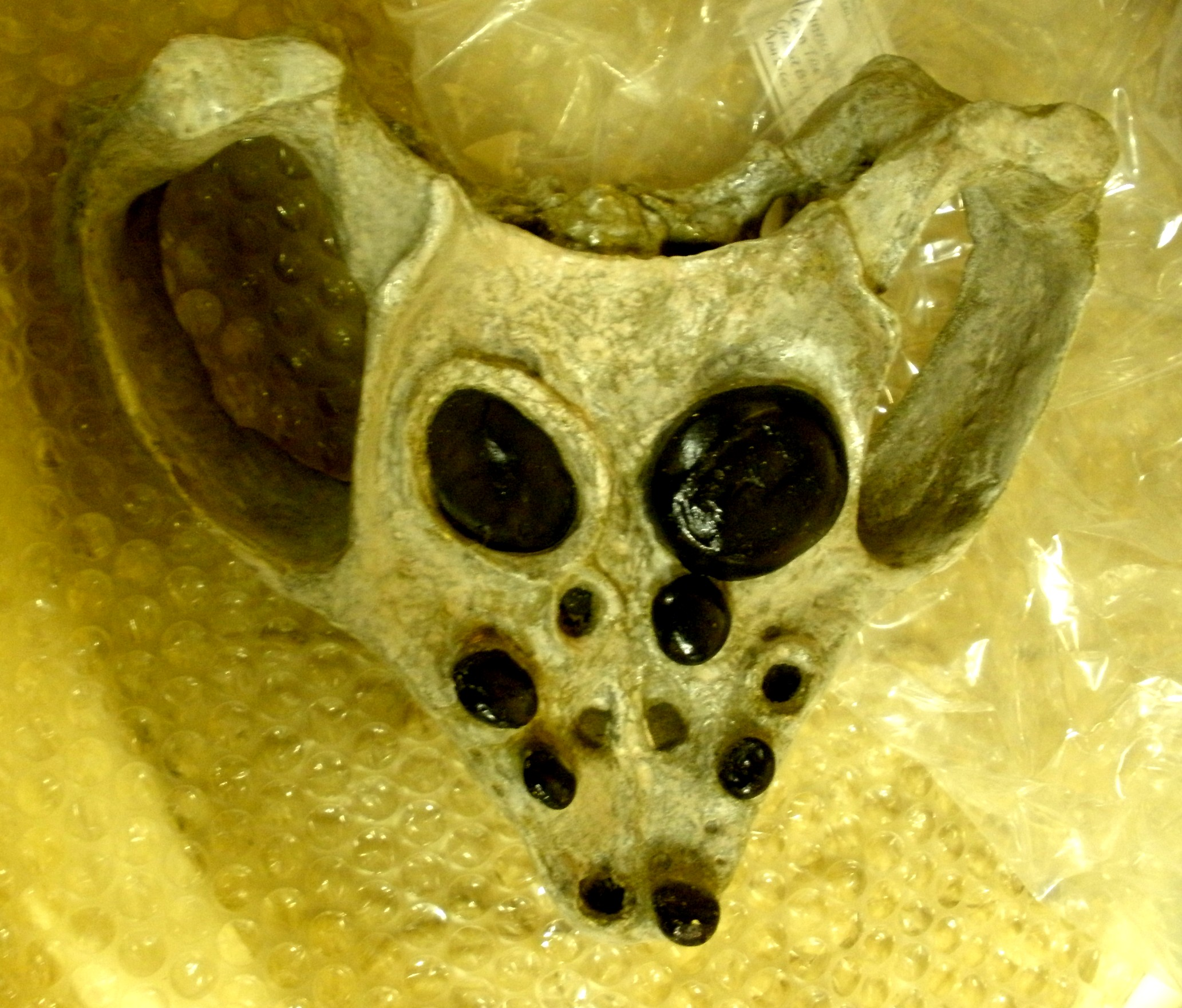
Cyamodys kuhnschnyderi
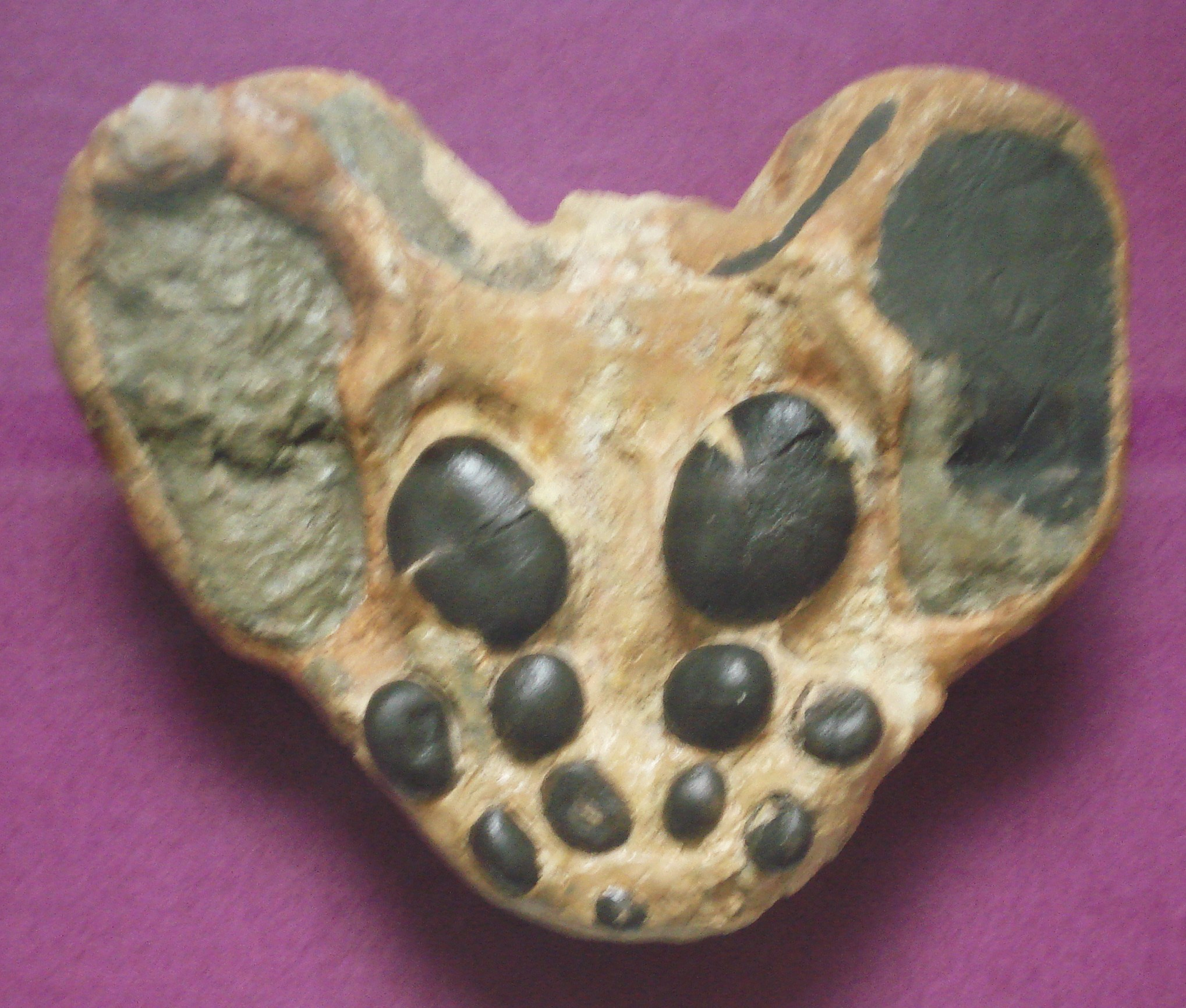
Cyamodus muensteri
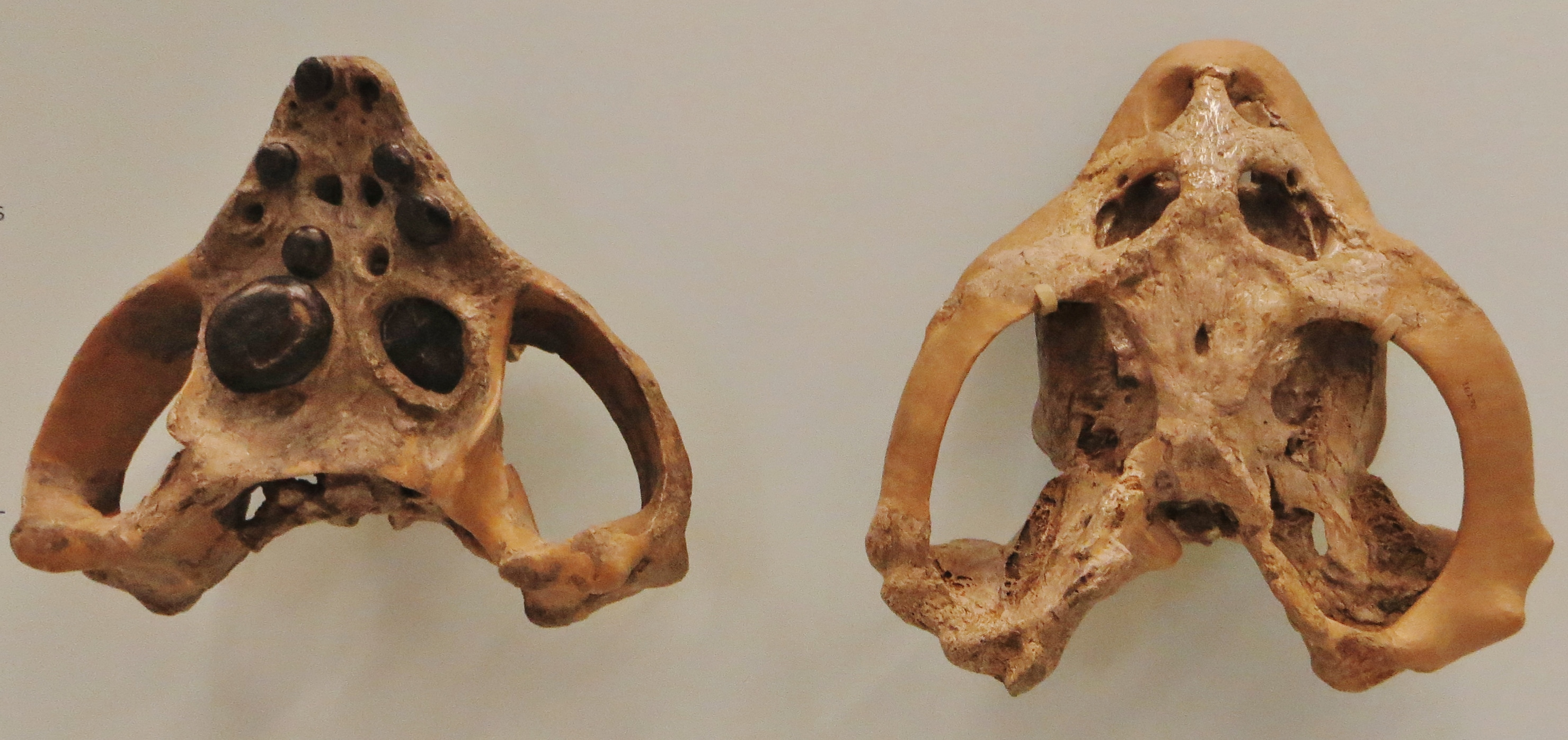
Cyamodus rostratus
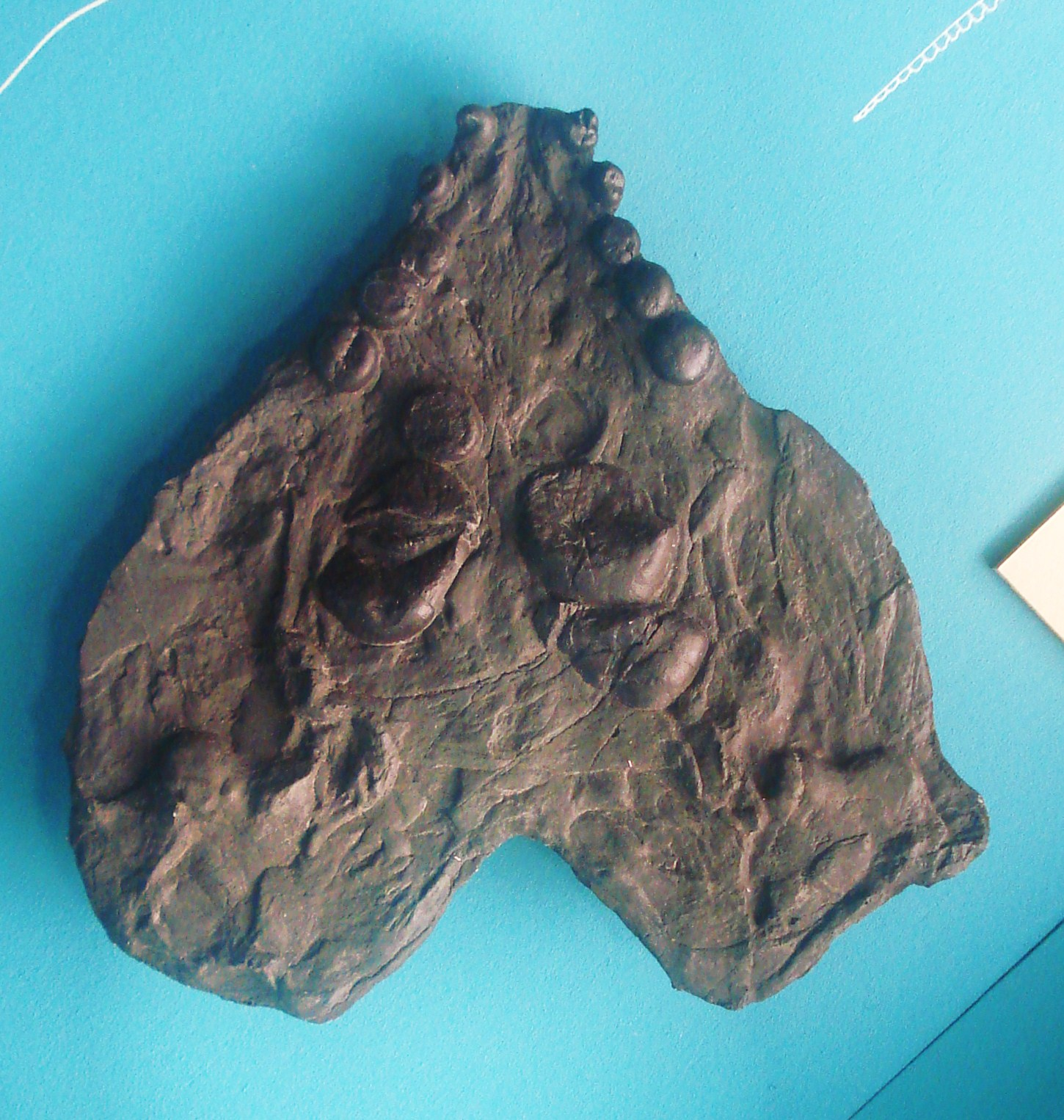
Cyamodus hildegardis
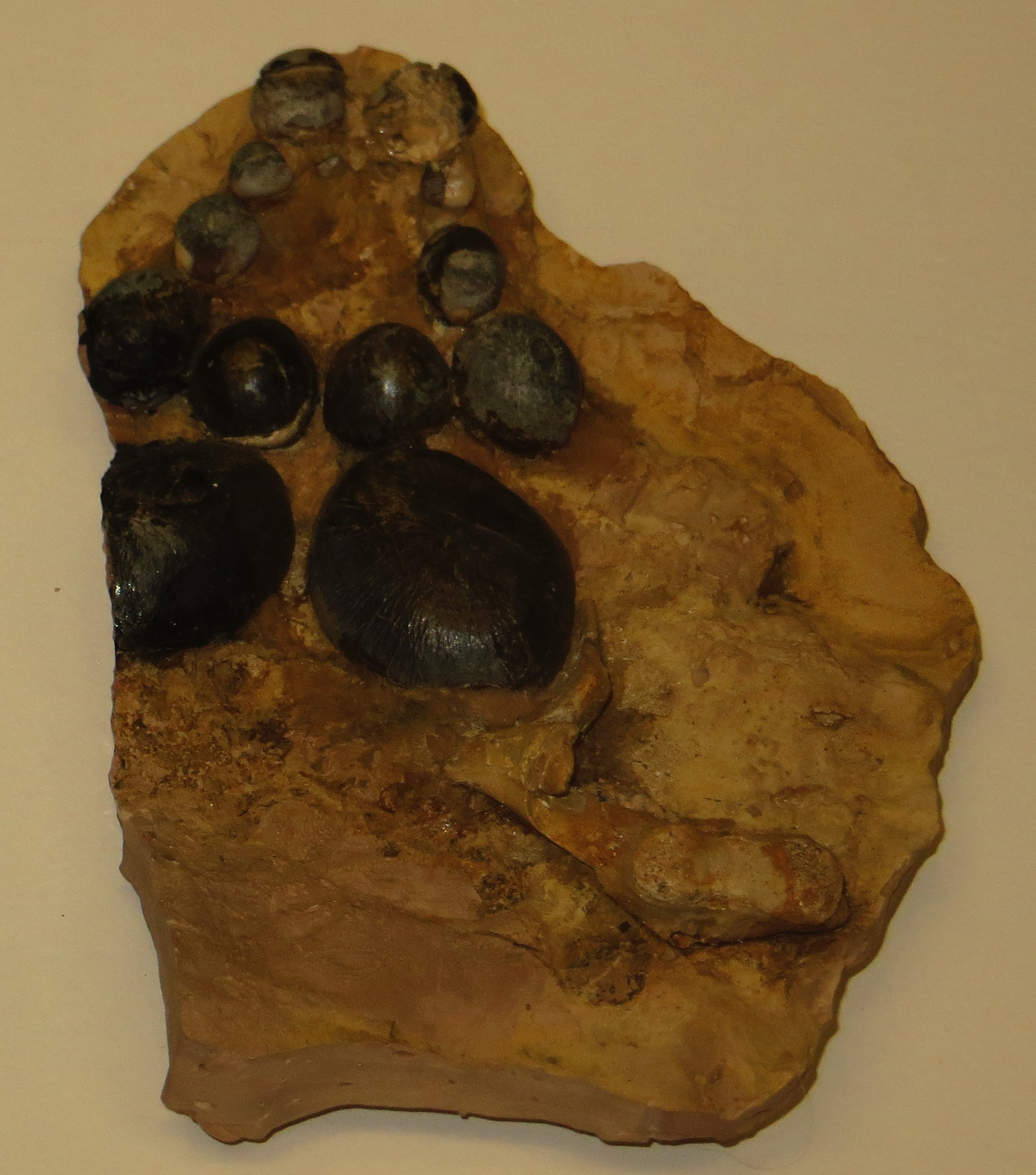
Cyamodus cf kuhnschnyderi
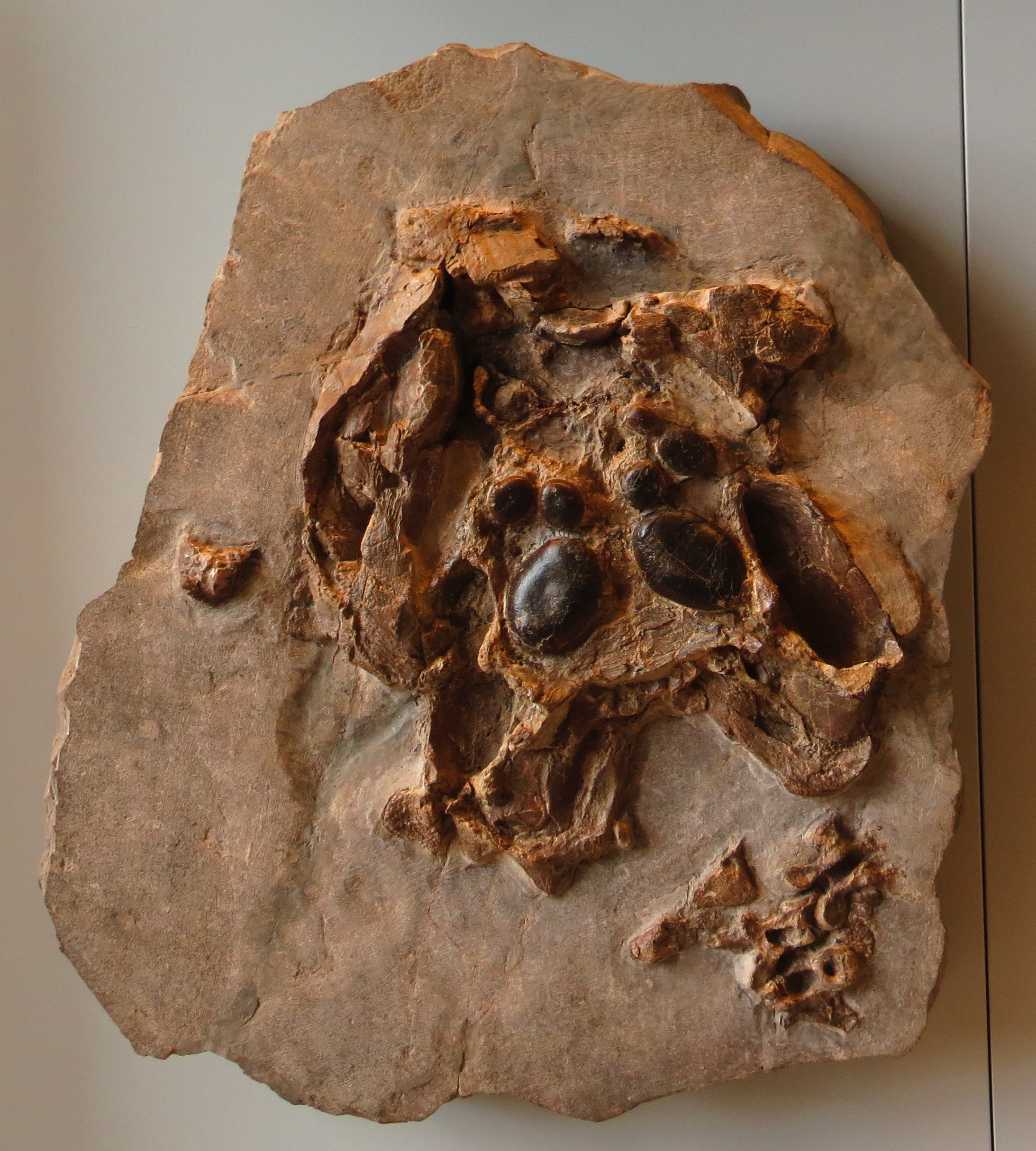
Cyamodus hildegardis
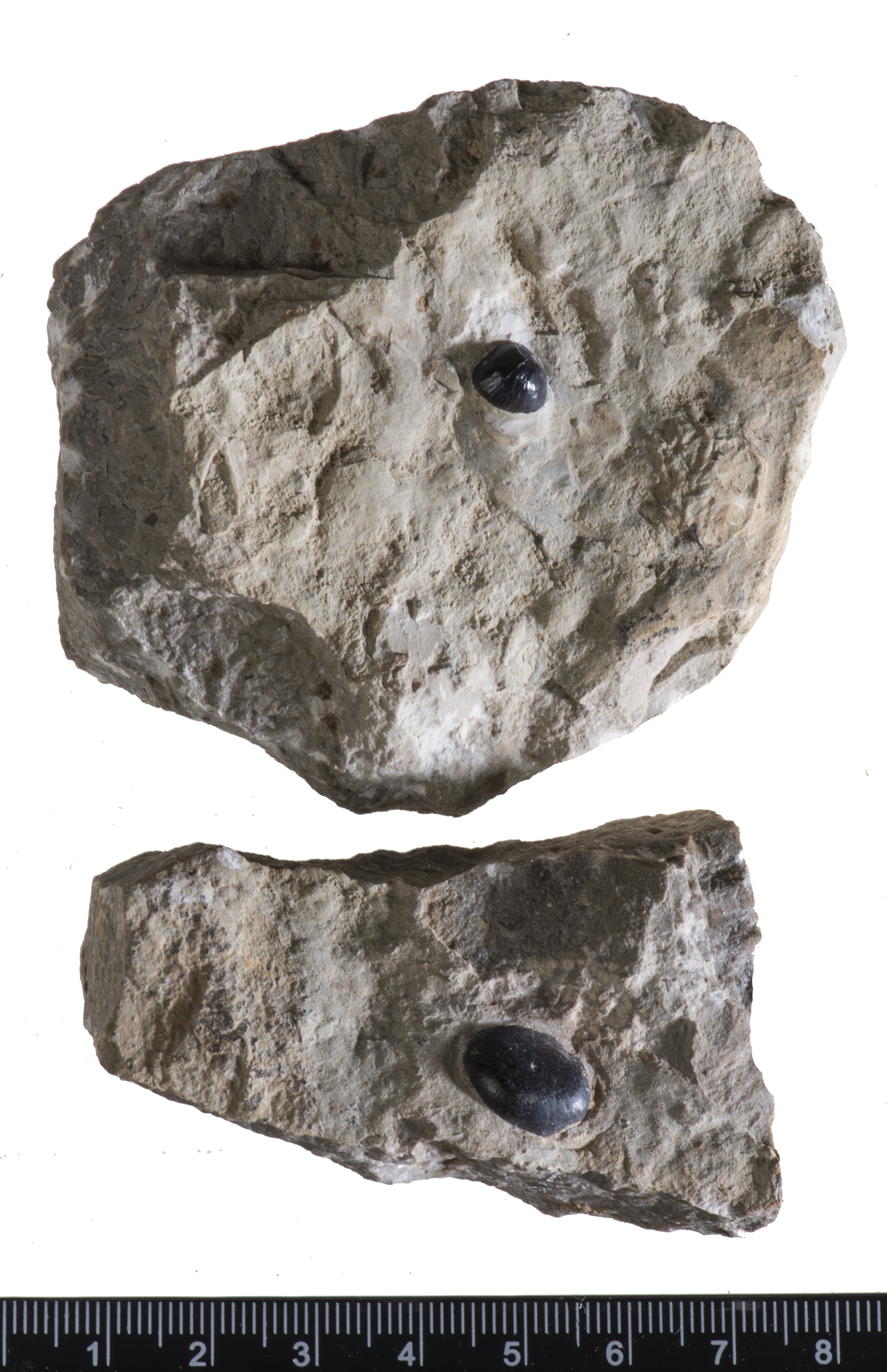
Cyamodus muensteri
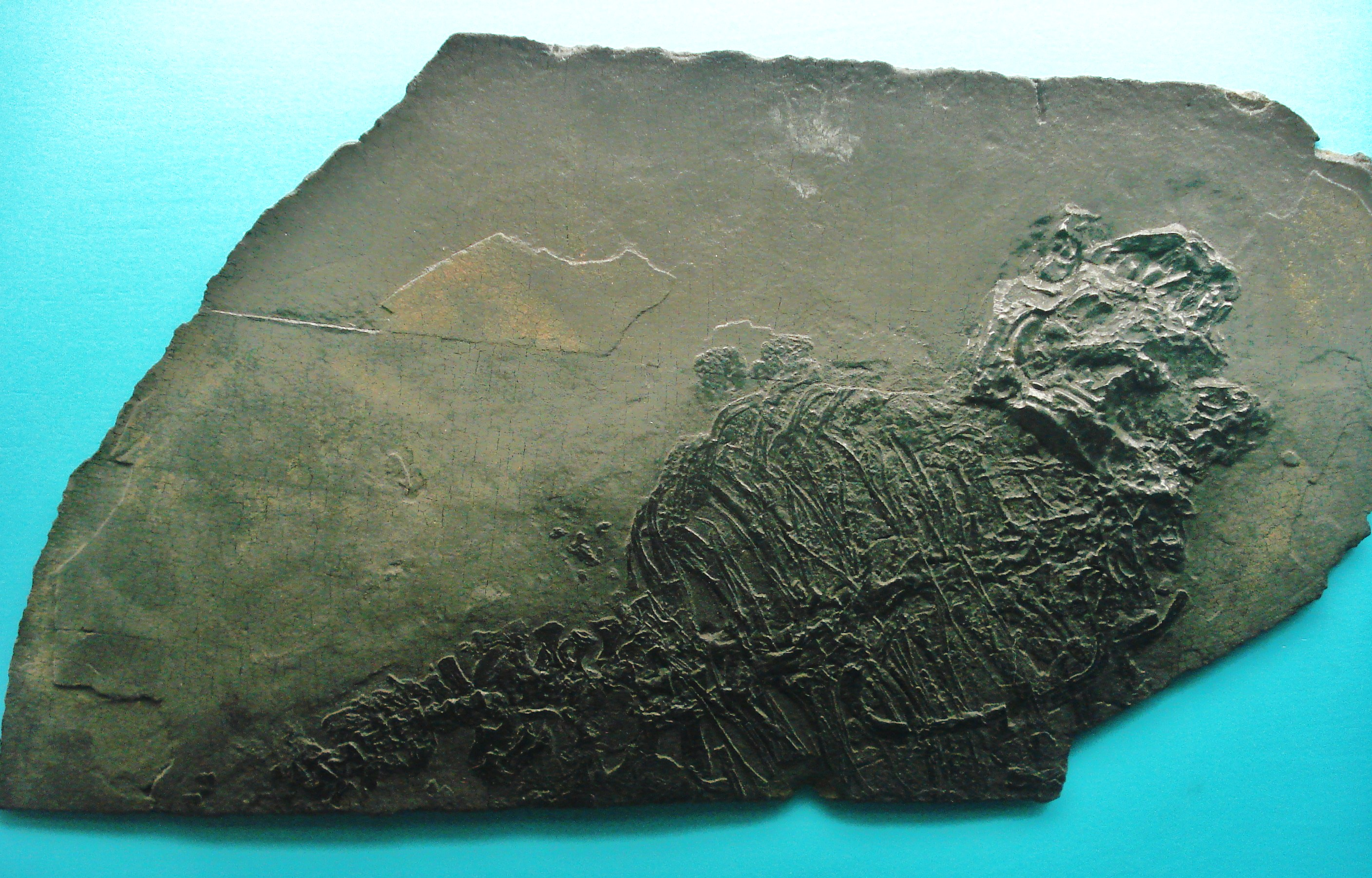
Cyamodus hildegardis